# Тарма (посёлок)
Тарма — посёлок в Братском районе Иркутской области России. Административный центр и единственный населённый пункт Тарминского сельского поселения.

## География
Находится на северном берегу залива Долоновка Братского водохранилища, примерно в 20 км к юго-западу от районного центра, города Братска, на высоте 424 метров над уровнем моря.

## Население
| 2002 | 2010  | 2011  | 2012  | 2013  | 2014 | 2015 |
| ---- | ----- | ----- | ----- | ----- | ---- | ---- |
| 1291 | ↘1039 | ↘1033 | ↘1017 | ↘1002 | ↘965 | ↘951 |
| 2016 | 2017  |       |       |       |      |      |
| ↘925 | ↘922  |       |       |       |      |      |

Гендерный состав
По данным Всероссийской переписи в 2010 году было 502 мужчины и 537 женщин из 1039 человек.

## Улицы
Уличная сеть посёлка состоит из 8 улиц и 1 переулка.